# Thrasyllos (Feldherr)
Thrasyllos (altgriechisch Θράσυλλος Thrásyllos; * um 450 v. Chr.; † 406 v. Chr. in Athen), auch Thrasylos, war ein attischer Stratege. Er kommandierte in mehreren Gefechten des Peloponnesischen Krieges Flotten oder einzelne Kontingente des Attischen Seebundes. Als Politiker stand er der Kriegspartei um Kleophon nahe und war zumindest zeitweise ein Gegner des Alkibiades. Nach der Schlacht bei den Arginusen wurde er von der Volksversammlung zum Tode verurteilt und hingerichtet.
Der Geschichtsschreiber Thukydides erwähnt Thrasyllos erstmals als einfachen Hopliten der attischen Flotte in Samos, wo er nach dem oligarchischen Staatsstreich in Athen zum Strategen gewählt wurde. Gemeinsam mit seinen Kollegen Thrasybulos, Diomedon und Leon organisierte er den demokratischen Widerstand auf der Insel, durch dessen Druck wenig später auch in Athen die Rückkehr zur Demokratie durchgesetzt wurde.
In der Folge war Thrasyllos einer der führenden Strategen Athens und trug entscheidend zu den Seesiegen von Kynossema und Abydos bei. Zurück in Attika, wehrte er einen Vorstoß des spartanischen Königs Agis I. ab. Nach Ionien entsandt, scheiterte er jedoch 409 mit einem Angriff auf Ephesos.
Nach diesem Rückschlag begab Thrasyllos sich erneut an den Hellespont, wo er sich dem Oberbefehl des Alkibiades unterstellte. Mit diesem besiegte er die Spartaner und verbündeten Perser Ende 409 in der Landschlacht bei Abydos und 408 vor Chalkedon am Bosporus.
Anfang 407 wieder in Athen, wurde Thrasyllos nicht wiedergewählt, aber nach dem Sturz des Alkibiades infolge der Niederlage in der Schlacht von Notion wurde er für 406 erneut mit dem Amt des Strategen betraut.
Nach der Einschließung der attischen Flotte unter dem Kommando Konons im Hafen von Mytilene war er einer der acht Feldherren, die die Entsatzflotte zur Insel Lesbos führten. In der folgenden Schlacht bei den Arginusen war Thrasyllos einer der Kommandanten in vorderster Linie, wo er den rechten Flügel befehligte.
Nach siegreicher Schlacht setzte er im Feldherrenrat eine Teilung der Flotte durch, von der nur ein kleinerer Teil unter dem Kommando von Thrasybulos und Theramenes mit der Rettung der Schiffbrüchigen und der Bergung der Toten beauftragt wurde, während das Gros zum Entsatz der Eingeschlossenen nach Mytilene fuhr.
Nach der Rückkehr nach Athen wurde Thrasyllos daraufhin im Arginusenprozess zusammen mit seinen Kollegen wegen unterlassener Bergung der Toten angeklagt, zum Tode verurteilt und hingerichtet.